# Campionato europeo femminile under 18 di pallavolo
Il campionato europeo femminile under 18 di pallavolo è una competizione pallavolistica, organizzata dalla CEV, per squadre nazionali europee, riservata a giocatrici con un'età inferiore di 18 anni.
Dal 2018 al 2022 la competizione è stata riservata a giocatrici con un'età inferiore di 17 anni.

## Edizioni
| Edizione                                                                   | Edizione          | Podio    | Podio       | Podio               |
| Anno                                                                       | Organizzatore     | Campione | Seconda     | Terza               |
| -------------------------------------------------------------------------- | ----------------- | -------- | ----------- | ------------------- |
| Dal 1995 al 2017 la competizione è stata riservata alle nazionali under 18 |                   |          |             |                     |
| 1995 Dettagli                                                              | Spagna            | Italia   | Russia      | Slovacchia          |
| 1997 Dettagli                                                              | Slovacchia        | Russia   | Croazia     | Polonia             |
| 1999 Dettagli                                                              | Polonia           | Polonia  | Paesi Bassi | Russia              |
| 2001 Dettagli                                                              | Rep. Ceca         | Italia   | Polonia     | Bielorussia         |
| 2003 Dettagli                                                              | Croazia           | Croazia  | Italia      | Serbia e Montenegro |
| 2005 Dettagli                                                              | Estonia           | Ucraina  | Russia      | Italia              |
| 2007 Dettagli                                                              | Rep. Ceca         | Germania | Serbia      | Italia              |
| 2009 Dettagli                                                              | Paesi Bassi       | Belgio   | Serbia      | Italia              |
| 2011 Dettagli                                                              | Turchia           | Turchia  | Italia      | Serbia              |
| 2013 Dettagli                                                              | Montenegro Serbia | Polonia  | Italia      | Turchia             |
| 2015 Dettagli                                                              | Bulgaria          | Russia   | Serbia      | Belgio              |
| 2017 Dettagli                                                              | Paesi Bassi       | Russia   | Italia      | Bielorussia         |
| Dal 2018 al 2022 la competizione è stata riservata alle nazionali under 17 |                   |          |             |                     |
| 2018 Dettagli                                                              | Bulgaria          | Russia   | Italia      | Turchia             |
| 2020 Dettagli                                                              | Montenegro        | Russia   | Turchia     | Serbia              |
| 2022 Dettagli                                                              | Rep. Ceca         | Italia   | Turchia     | Germania            |
| Dal 2024 la competizione è riservata alle nazionali under 18               |                   |          |             |                     |
| 2024 Dettagli                                                              | Romania Grecia    | Bulgaria | Belgio      | Italia              |

## Medagliere
| Pos. | Squadra     | 1º posto | 2º posto | 3º posto | Totale |
| ---- | ----------- | -------- | -------- | -------- | ------ |
| 1    | Russia      | 5        | 2        | 1        | 8      |
| 2    | Italia      | 3        | 5        | 4        | 12     |
| 3    | Turchia     | 1        | 2        | 2        | 5      |
| 4    | Polonia     | 1        | 1        | 1        | 3      |
| 4    | Belgio      | 1        | 1        | 1        | 3      |
| 6    | Croazia     | 1        | 1        | -        | 2      |
| 7    | Germania    | 1        | -        | 1        | 2      |
| 8    | Polonia     | 1        | -        | -        | 1      |
| 8    | Ucraina     | 1        | -        | -        | 1      |
| 8    | Bulgaria    | 1        | -        | -        | 1      |
| 11   | Serbia      | -        | 3        | 3        | 6      |
| 12   | Paesi Bassi | -        | 1        | -        | 1      |
| 13   | Bielorussia | -        | -        | 2        | 1      |
| 14   | Slovacchia  | -        | -        | 1        | 1      |